# Cissus lineata
Cissus lineata là một loài thực vật hai lá mầm trong họ Nho. Loài này được Warb. miêu tả khoa học đầu tiên năm 1891.